# ОАО «Фотон»
Открытое акционерное общество «Фотон» — предприятие, производящее изделия электронной техники (диоды, транзисторы, интегральные схемы и др.) в г. Ташкент, Узбекистан. Было основано в июле 1942 года. В 1975—2013 годы на заводе функционировал исследовательский ядерный реактор ИИН-3М.

## Собственники
Доля в 85,6% находится в собственности Республики Узбекистан. В декабре 2020 года госпакет акций «Фотона» предлагался российским инвесторам. В июле 2023 года начался процесс приватизации госдоли. В 2024 году процесс приватизации завершился, предприятие выкупил узбекский агрохолдинг «Havvo Group».

## Руководство
Директором завода является Марифходжа Сайдумаров (1956 г.р.). Ранее завод возглавляли: М. Х. Сергеев, Х. В. Файзи, С. Д. Папава, В. Г. Мушкарев, В. Г. Татеосов, Т. Я. Джалилов.

## Название
В 1942 году образовыватся как завод «Союзное предприятия „Завод № 191“».
В 1957 году завод переименовывается в «Союзное предприятие почтовый ящик № 125».
В 1966 году переименовывается в «Союзное предприятие почтовый ящик А-7869» для закрытой переписки и одновременно для открытой переписки заводу дается название «Ташкентский завод электронной техники имени В. И. Ленина».
С 7 августа 1975 ТЗЭТ становится головным предприятием в созданном приказом министра электронной промышленности производственно-техническом объединении «Фотон», затем ПО «Фотон», АООТ «Фотон», а ныне — ОАО «Фотон».

## История
Открытое акционерное общество «Фотон» берёт начало от основанного в 1933 году в городе Фрязино Московской области радиолампового завода «Радиолампа».
В январе 1937 года завод получил номер п/я 191. Засекреченность подмосковного завода указывала, что помимо гражданского профиля также производилась и продукция для военных ведомств. Выпускаемая продукция предприятия п/я 191 (радиолампы СБ-245, УБ-152, СБ-145, 2К2М, СБ-154, СО-243, СБ-245) использовались во всевозможных видах радиостанций в частях связи действующей армии, пеленгаторах в войсках ЗОС (земного обеспечения самолетовождения) ВВС КА и другой аппаратуре.
Во время второй мировой войны в 1941 году Государственный Комитет Обороны объявил об эвакуации предприятия п/я 191 в Уфу и в Ташкент.
Первый эшелон с эвакуированными работниками и их семьями, с оборудованием, технической оснасткой, материалами, имуществом, прибыл в Ташкент 29 ноября 1941 года.
К 22 декабря 1941 года в Ташкент прибыло 30 вагонов оборудования, 120 вагонов было в пути и 40 было под отгрузкой. А в уже в феврале-марте были отгружены для военных целей приемно-усилительные лампы, собранные из узлов и деталей, привезённых еще с завода «Радиолампа». В апреле запустился газогенераторный цех, в мае получено первое стекло.
3 июля 1942 года завод отгрузил на войну первую продукции полностью собранных из деталей ташкентского производства. Этот день (3 июля 1942 года) и взяли за дату основания завода в Узбекистане.
В военные годы, кроме приемно-усилительных ламп был освоен и организован серийный выпуск ряда новых ЭВП, в частности, магнетроны для радиолокации, многофункциональные приемно-усилительные лампы и др.
За годы войны завод выпустил 1 млн. 100 тыс. 25-100 Вт осветительных ламп. Всего выпущено 8 млн шт., затем их производство было прекращено.
В послевоенные годы завод испытывал нехватку специалистов. Для этих целей были созданы группы по теоретическому ознакомлению рабочих с выпускаемыми приборами, с технологией их изготовления. Привлекали специалистов как из ташкентских ВУЗов (ТашГУ), так и из Москвы и других городов. Также на самом заводе действовал филиал Ташкентского электромеханического техникума. К этому времени было принято решение оставить завод в Ташкенте. А на заводе работали в основном специалисты из Ташкента, а фрязинцы вернулись в родное подмосковье. К 1956 году завод был неплохо укомплектован кадрами специалистов.
В 1951 году, по его чертежам московского института МГСПИ, начинается строительство первого промышленного корпуса, получившего название главного, в котором предполагалось разместить почти все производство ЭВП. В дальнейшем, был построен ещё один производственный корпус, энергетический корпус, корпуса, где разместилось производство выработки газообразного водорода, газообразного азота, жидкого и газообразного кислорода.
Эти же годы получает развитие стекольное производство. Здесь же были установлены колбовыдувные автоматы, затем запускается в работу первый автомат вертикальной вытяжки трубочного стекла. Самым горячим энтузиастам из рабочих в этом цехе был Ашур Саипов, которому впоследствии было присвоено звание Героя социалистического труда.
Решение об освоении производства пальчиковых приемно-усилительных ламп совпадает по времени со сдачей в эксплуатацию главного корпуса. К 1962 году специализируется только на выпуске пальчиковых ламп и производства их в 1963-м достигает 16 млн штук в год.
В 1957 году было принято решение развивать на заводе полупроводниковые приборы. Для этих целей Правительство Узбекистана выделило для завода здание железнодорожного техникума.
Первый германиевый сплавной средней мощности диод Д7 выпускается в мае 1958 года. Довольно быстро осваиваются кремневые диоды Д206-11, Д226, сложнее было с освоением транзисторов П207-208, П208-210, П210-Ш. Затем был начат выпуск транзисторов П401-403, затем транзисторов П601-606, диодов 2Д и 2ДММ. К 1965 году объём полупроводниковой продукции достигает 14 % в общем объеме товарного выпуска завода.
В марте 1965 года завод пришёл в Министерство электронной промышленности СССР и вошёл в состав 2 Главного управления, которое объединяло все полупроводниковые предприятия. И в 1966 году было принято решение отказа от ламп и специализации завода только на выпуск полупроводников. Выпускать только полупроводники завод начал с 1971 года.
После землетрясения 1966 года были снесены ветхие здания столовой и медсанчасти. Временную столовую «поднял» ремонтно-строительный цех № 46. Новая медсанчасть была оснащена современным оборудованием благодаря заботам главврача Х. С. Камилова. В ней работали 28 врачей. Возможности новой МСЧ (рентгенкабинет, лаборатория анализов, процедурные кабинеты) экономили время заводчан, а созданные в корпусах медпункты были всегда готовы оказать срочную помощь.
В конце 1970 года сдаётся в эксплуатацию ещё один корпус для производства полупроводников. Но начат в нём был выпуск интегральных схем. В 1971 году первые схемы серии ГИС 217 («Посол») были готовы. Одновременно, были освоены полевые транзисторы 2П303, 2П307, 2П308, а также корпуса для интегральных схем типа ТО-5. Выпуск этой продукции полностью ликвидировал дефицит на неё не только в СССР, но и позволил поставлять её на экспорт.
Увеличение объемов производства и большой спрос на рабочие руки привёл к вопросу об организации производства в других городах и населенных пунктах РУз.
Первый филиал был организован в 1968 году в Алмалыке, где выпускались кремниевые диоды, затем после постройки новых корпусов, был организован выпуск гибридных интегральных схем по теме «Посол» с приемкой ПЗ МОБ.
В сентябре 1974 года приступает к работе цех № 10 в Чирчике; в сентябре 1978 г. создается цех № 24 в городе Советабаде Андижанской области, ставший впоследствии заводом «Камалак»; в сентябре 1981 года — цех № 15 в Дружба, Хорезмской области, получивший через годы статус завода «Коннот».
С 7 августа 1975 года завод становится головным в создаваемом приказом министра электронной промышленности производственно-техническом объединение «Фотон». В его состав, кроме филиалов и ОКБ, входит ещё испытательный центр и ЦКБТиМ «Герметик», специализиррующийся на разработке и выпуске тренировочного, испытательного оборудования и корпусов для ППП и ИС.
Также в 1975 году был введён в эксплуатацию исследовательский ядерный реактор ИИН-3М, который использовался для испытаний полупроводников и различных электронных приборов на предмет устойчивости их работы при повышенном радиационном фоне.
5 мая 1977 года ПТО переименовывается в ПО «Фотон», в его состав после завершения в 1968 году строительства вошел завод «Интегратор», оснащенный самым современным новейшим оборудованием.
В первые в СССР были освоены четырёхканальные усилители 1401УД1, УД2, УД3 и четырёхканальные компараторы напряжения серии СА1, СА2, СА3, разработчиками которых являлись ОКБ ПО «Фотон» и другие НИИ МЭП СССР.
В период 1987—1988 годов при головном заводе было организовано Научно-производственное подразделение «Кварк», целью которого являлась разработка и производство нового направления — ограничителей напряжения. Руководители этого подразделения — доктор физико-математических наук А. Ф. Муратов, заместитель — А. З. Рахматов.
В 1991 году численность работников ОАО «Фотон» составила более 14 тысяч человек.
В 1991 году после ликвидации СССР, открытия границ и перехода от плановой к рыночной экономике спрос на продукцию завода резко сократился что привело завод к тяжелому финансовому и экономическому состоянию. Филиалы завода, в том числе завод «Интегратор», который занимался выпуском интегральных схем, были выведены из состава ОАО «Фотон» и впоследствии обанкрочены и ликвидированы. Было принято решение о реструктуризации ОАО «Фотон» на выпуск другой продукции с устойчивым сбытом.
Предприятие наладило серийный выпуск бытовой радиоаппаратуры и других товаров широкого потребления. Были приобретены и смонтированы полуавтоматические линии сборки телевизоров, их тестирования, линия набивки и обслуживание плат.
Последующие годы была приобретена литьевая машина (термопласт автомат) австрийской компании «Engel» и комплекс оборудования (многошпинделевый обрабатывающий центр и фрезерные станки швейцарской компании «Agie»), системы автоматического проектирования CAD-CAM, что позволило организовать производство пресс форм и литье корпусов для телевизоров.
Первые черно-белые телевизоры завод выпустил в 1994 году, а в 1997 году по лицензии японской фирмы «Sony» началось серийное производство двух моделей телевизоров (21 и 54 дюйма) с цветным изображением.
Одновременно за этот период был организован и налажен серийный выпуск контрольно-кассовых машин: Silex-7004, Карат-1500, Карат Колибри, Меркурий 115Ф-Уз; Меркурий 112Ф-Уз; энергосберегающих ламп 10-21 Вт, солнечные станции (преобразователи солнечной энергии в электрическую) мощностью 100 Вт, 500 Вт, 1000 Вт и 2000 Вт, комплекты пособий по физике для школ, лицеев, вузов.
Завод сохранил свои возможности по выпуску полупроводниковых приборов (диодов). Ежегодно проводится аттестация этого производства с участием представителей заказчиков, что позволяет осуществлять экспортные поставки.
После 2010 года всё производство завода было перебазировано в один производственный корпус, расположенный вдоль улицы Амира Тимура 13. Остальные корпуса по решению Комитета по недвижимости были переданы другим организациям.
В 2013 году исследовательский ядерный реактор ИИН-3М, работающий при заводе, был остановлен, начались работы по выводу из эксплуатации, в 2019 году работы завершились.
В 2024 году предприятие было приватизировано путём покупки узбекским агрохолдингом «Havvo Group», которое запланировало увеличение объёмов производства.

## Продукция

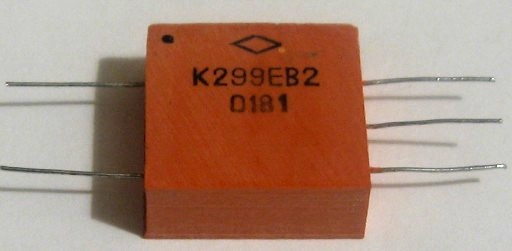
Микросхема 299 серии
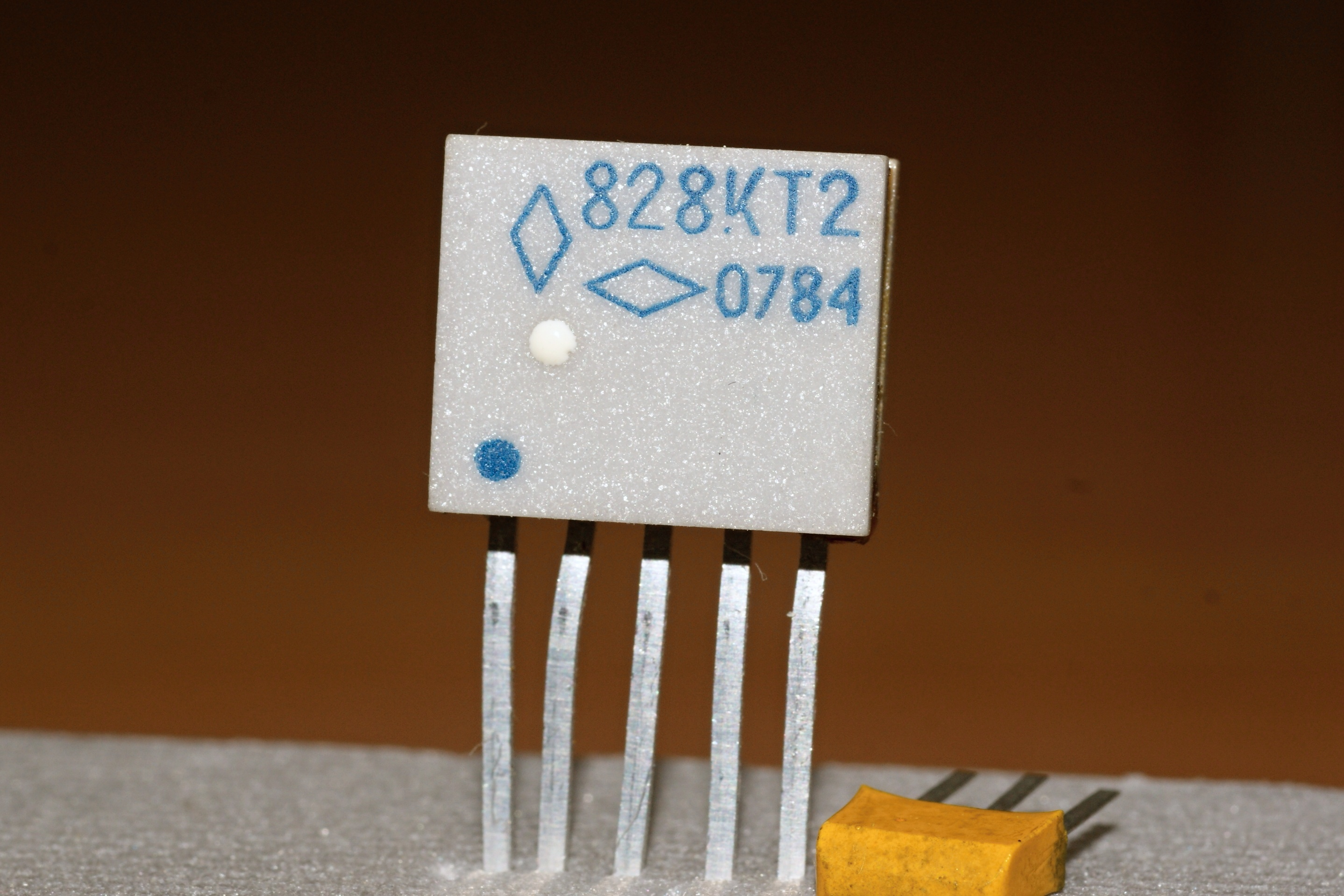
Микросхема 828 серии
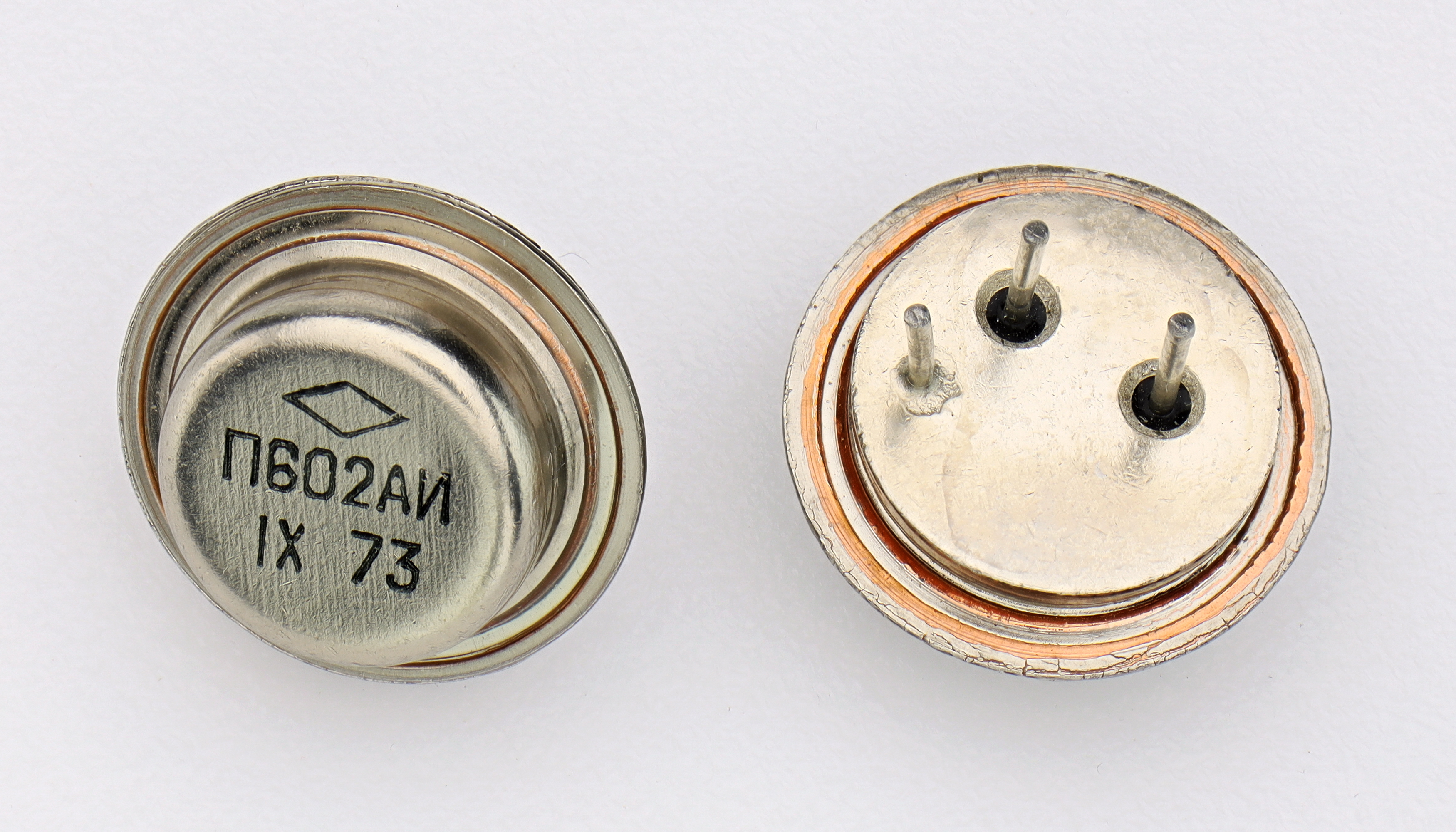
Транзистор П602
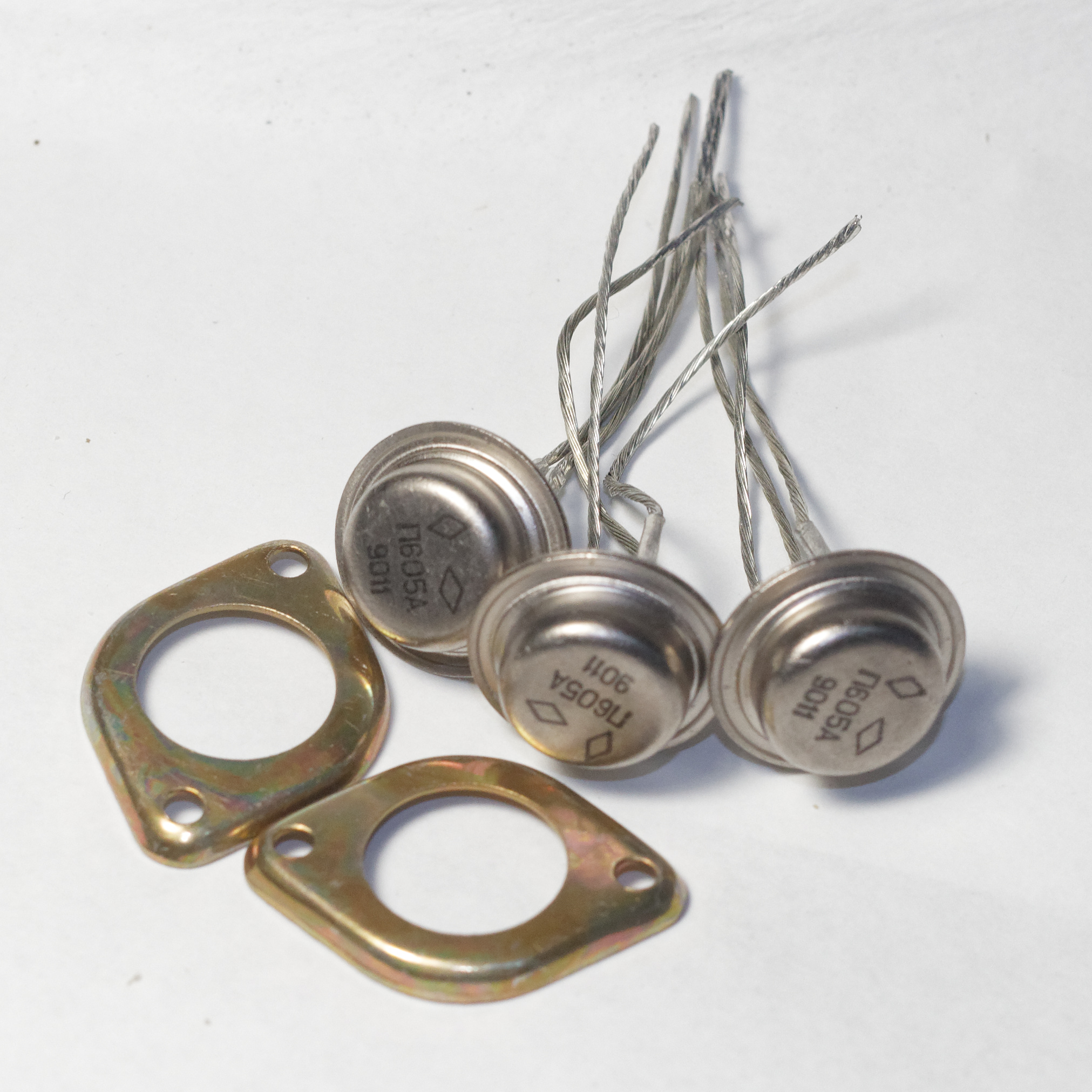
Транзисторы П605

## Санкции
В конце 2023 года, в контексте российско-украинской войны, завод был включён в санкционный список Украины, также под санкции попал директора завода Марифходжа Сайдумаров.